# Nicolás Aguirre (futbolista)
Nicolás Diego Aguirre  (Chabás, Santa Fe, Argentina, 27 de junio de 1990) es un futbolista argentino juega como mediocampista y actualmente se encuentra en Club atlético huracán de chabás. Liga casildense

## Trayectoria
Es un futbolista surgido de las divisiones menores del Club Atlético Huracán de Chabás. A los 15 años emigró a Buenos Aires para integrarse al Arsenal Fútbol Club.
Tras pasar una temporada a préstamo en Atlético Rafaela donde disputó 27 partidos con un gol, retornó a Arsenal y se convirtió en habitual titular, siendo parte del once inicial del equipo del Viaducto que se consagró campeón del Torneo Clausura 2012 y la Supercopa Argentina 2012.
"Bicho", como se le conoce a Aguirre, completó una buena temporada 2012-2013, donde tomó parte del equipo que disputó el Torneo Inicial, el Final, la Copa Libertadores 2013 y la Copa Argentina 2012-13.
El 13 de febrero de 2015 se concretó su traspaso a Lanús, que compró la totalidad de su pase.
En enero de 2020 llega a Atlético Tucumán luego de un paso por el Granada.
En agosto de 2023, regresó a Arsenal de Sarandí de la Liga Profesional de Argentina, donde llegó en condición de libre y firmó contrato hasta diciembre de 2024.

## Estadísticas
Datos actualizados al 7 de marzo de 2022.
| Arsenal Argentina |               |               |     |    |    |    |    |     |     |    |
| 1.ª | A-2008        | 2             | 0   | -  | -  | 2  | 0  | 4   | 0   |    |
| 1.ª | C-2009        | 4             | 0   | -  | -  | -  | -  | 4   | 0   |    |
| 1.ª | C-2010        | 6             | 1   | -  | -  | -  | -  | 6   | 1   |    |
| 1.ª | A-2011        | 16            | 0   | -  | -  | 5  | 0  | 21  | 0   |    |
| 1.ª | C-2012        | 18            | 3   | 2  | 0  | 6  | 1  | 26  | 4   |    |
| 1.ª | I-2012        | 13            | 1   | 1  | 0  | -  | -  | 14  | 0   |    |
| 1.ª | F-2013        | 13            | 2   | 3  | 1  | 3  | 1  | 19  | 4   |    |
| 1.ª | I-2013        | 18            | 1   | 3  | 1  | -  | -  | 21  | 2   |    |
| 1.ª | F-2014        | 5             | 1   | 1  | 0  | 4  | 0  | 10  | 1   |    |
| 1.ª | 2014          | 14            | 1   | 1  | 0  | -  | -  | 15  | 1   |    |
| Total club | Total club    | 109           | 10  | 11 | 2  | 20 | 1  | 140 | 14  |    |
| Atlético de Rafaela Argentina |               |               |     |    |    |    |    |     |     |    |
| 2.ª | 2010-11       | 27            | 1   | -  | -  | -  | -  | 27  | 1   |    |
| 2.ª | 2022          | 1             | 0   | 0  | 0  | -  | -  | 1   | 0   |    |
| Total club | Total club    | 28            | 1   | 0  | 0  | 0  | 0  | 28  | 1   |    |
| Lanús Argentina |               |               |     |    |    |    |    |     |     |    |
| 1.ª | 2015          | 22            | 6   | 4  | 0  | 3  | 1  | 29  | 7   |    |
| 1.ª | 2016          | 13            | 1   | -  | -  | -  | -  | 13  | 1   |    |
| 1.ª | 2016-17       | 19            | 1   | 4  | 1  | 5  | 1  | 28  | 3   |    |
| 1.ª | 2017          | 4             | 0   | -  | -  | 6  | 0  | 10  | 0   |    |
| Total club | Total club    | 58            | 8   | 8  | 1  | 14 | 2  | 80  | 11  |    |
| Chongqing Lifan China |               |               |     |    |    |    |    |     |     |    |
| 1.ª | 2018          | 5             | 0   | 1  | 0  | -  | -  | 6   | 0   |    |
| Total club | Total club    | 5             | 0   | 1  | 0  | 0  | 0  | 6   | 0   |    |
| Granada · España |               |               |     |    |    |    |    |     |     |    |
| 2.ª | 2018-19       | 16            | 1   | 1  | 0  | -  | -  | 17  | 1   |    |
| 2.ª | 2019          | 0             | 0   | 0  | 0  | -  | -  | 0   | 0   |    |
| Total club | Total club    | 16            | 1   | 1  | 0  | 0  | 0  | 17  | 1   |    |
| Atlético Tucumán Argentina |               |               |     |    |    |    |    |     |     |    |
| 1.ª | 2019-20       | 4             | 1   | 0  | 0  | 2  | 0  | 6   | 1   |    |
| 1.ª | 2020          | 0             | 0   | 7  | 0  | 0  | 0  | 7   | 0   |    |
| 1.ª | 2021          | 0             | 0   | 8  | 0  | 0  | 0  | 8   | 0   |    |
| Total club | Total club    | Total club    | 4   | 1  | 15 | 0  | 2  | 0   | 21  | 1  |
| Total carrera | Total carrera | Total carrera | 219 | 21 | 21 | 3  | 35 | 3   | 274 | 27 |
| (1) Incluye datos de la Copa Argentina (2011-12, 2012-13, 2013-14, 2014-15, 2015-16, 2017); Supercopa Argentina (2012, 2013, 2016); Copa del Bicentenario (2016); Copa de China (2018); Copa del Rey (2018-19). (2) Incluye datos de la Copa Sudamericana (2008, 2011, 2015, 2016); Copa Libertadores (2012, 2013, 2014, 2017). (3) No incluye goles en partidos amistosos. |               |               |     |    |    |    |    |     |     |    |

## Palmarés

### Campeonatos nacionales
| Título                | Club             | País      | Año     |
| --------------------- | ---------------- | --------- | ------- |
| Primera B Nacional    | Atlético Rafaela | Argentina | 2010/11 |
| Primera División      | Arsenal          | Argentina | C-2012  |
| Supercopa Argentina   | Arsenal          | Argentina | 2012    |
| Copa Argentina        | Arsenal          | Argentina | 2012-13 |
| Primera División      | Lanús            | Argentina | 2016    |
| Copa del Bicentenario | Lanús            | Argentina | 2016    |
| Supercopa Argentina   | Lanús            | Argentina | 2016    |